# 3 Dywizja Pancerna (Bundeswehra)
3 Dywizja Pancerna (niem. 3. Panzerdivision) – pancerny związek taktyczny Bundeswehry.

## Struktura organizacyjna
Organizacja w 1989:
- dowództwo dywizji – Buxtehude
- 7 Brygada Zmechanizowana – Hamburg-Fischbek
- 8 Brygada Pancerna Lüneburg – Lüneburg-Neu Hagen
- 9 Brygada Pancerna Weser-Leine – Munster (Örtze)
- 3 pułk artylerii – Stade
- 3 pułk przeciwlotniczy – Hamburg-Fischbek